# Fokker Universal

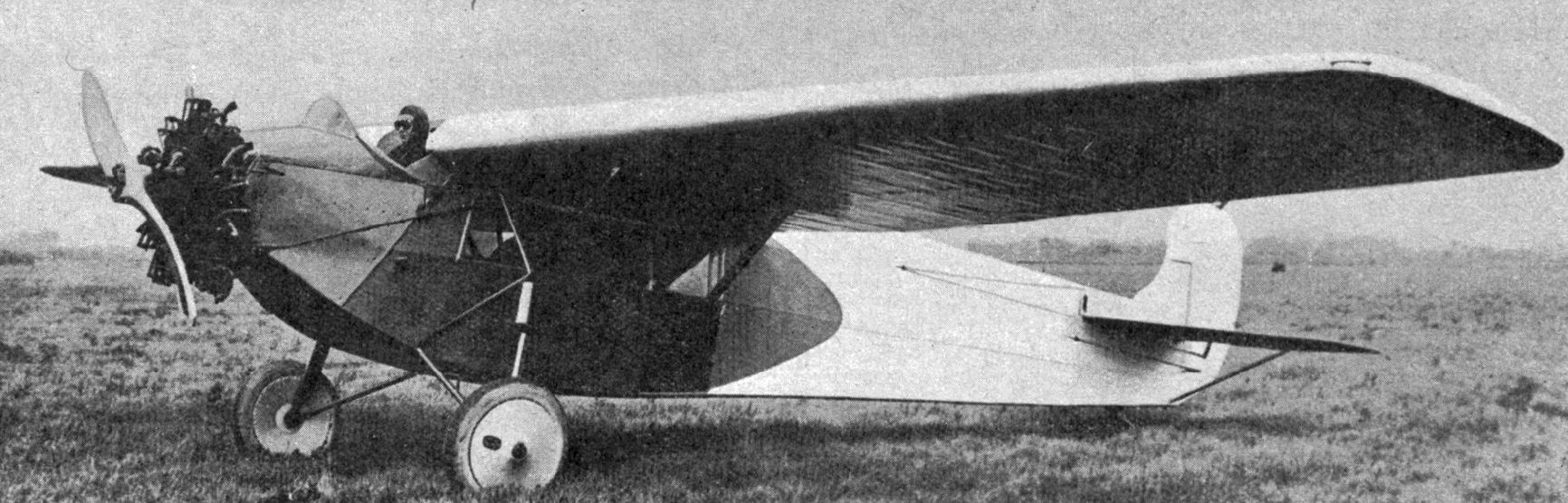
Fokker Universal (1927)

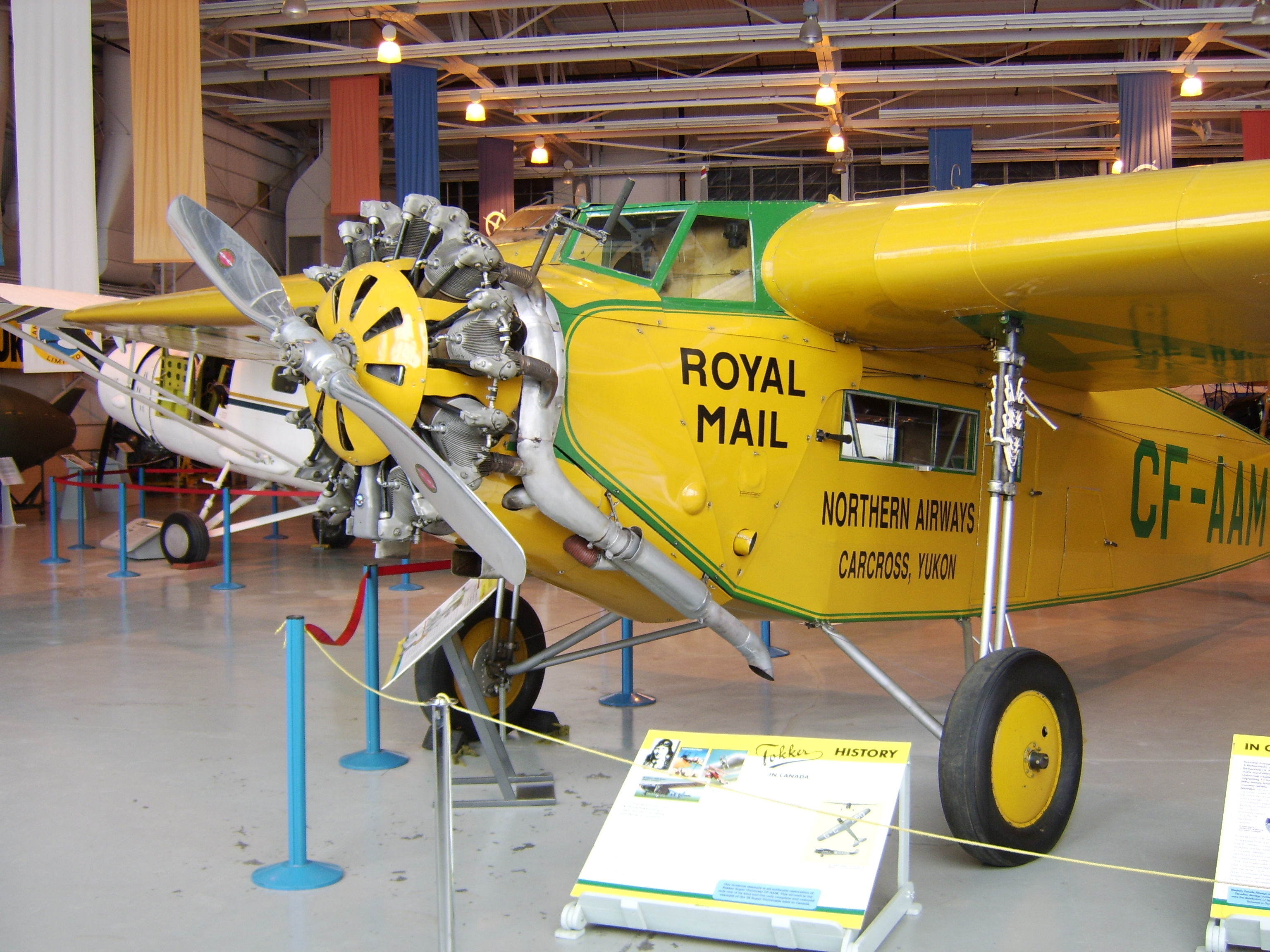
Gerestaureerde Fokker Super Universal met gesloten cockpit (museum Winnipeg)

De Fokker Universal was het eerste vliegtuig van de Atlantic Aircraft Corporation, de Amerikaanse vestiging van Fokker, dat volledig in de VS was gebouwd en ontworpen. De door Robert Noorduyn geconstrueerde eenmotorige hoogdekker was een traditioneel Fokker-ontwerp.
De romp was gebouwd van metalen buizen overtrokken met doek. De vleugels waren van hout met eveneens een doekbespanning.
De Universal had een open cockpit met daarachter een gesloten cabine voor passagiers en lading. Van de 44 gebouwde Universals werd ongeveer de helft geëxporteerd naar Canada. Het toestel kon worden uitgerust met een wielonderstel, ski’s of drijvers. Door de unieke geveerde onderstelconstructie kon het vliegtuig landen op ruw ijs, sneeuw en andere geïmproviseerde landingsbanen.
Het toestel verwierf in Noord-Canada een reputatie als betrouwbare bush plane onder extreme omstandigheden. De Universal en diens opvolger de Super Universal hebben over gehele wereld dienst gedaan voor meer dan twintig luchtvaartmaatschappijen.
In 1926 was de Universal de eerste keus van Charles Lindbergh voor zijn befaamde transatlantische vlucht. Echter het bestuur van de Atlantic Aircraft Corporation vond het plan te riskant en weigerde Lindbergh een vliegtuig te verkopen.

## Varianten
- Fokker Super Universal – Een verbeterde variant met een volledig gesloten cockpit en vrijdragende vleugels. De Super Universal was uitgerust met een krachtiger Pratt & Whitney Wasp B stermotor van 450 pk. Er zijn er ongeveer 200 van gebouwd.
- Fokker F.XI – Een voor de Europese markt aangepaste versie van de Universal waarvan er drie zijn geproduceerd door Fokker in Nederland.

## Specificaties
- Type: Fokker Universal
- Fabriek: Fokker Amerika
- Ontwerper: Robert Noorduyn
- Bemanning: 1
- Passagiers: 4-6
- Lengte: 10,13 m
- Spanwijdte: 14,56 m
- Hoogte: 2,70 m
- Vleugel oppervlak: 32 m²
- Leeggewicht: 996 kg
- Maximum gewicht: 1818 kg

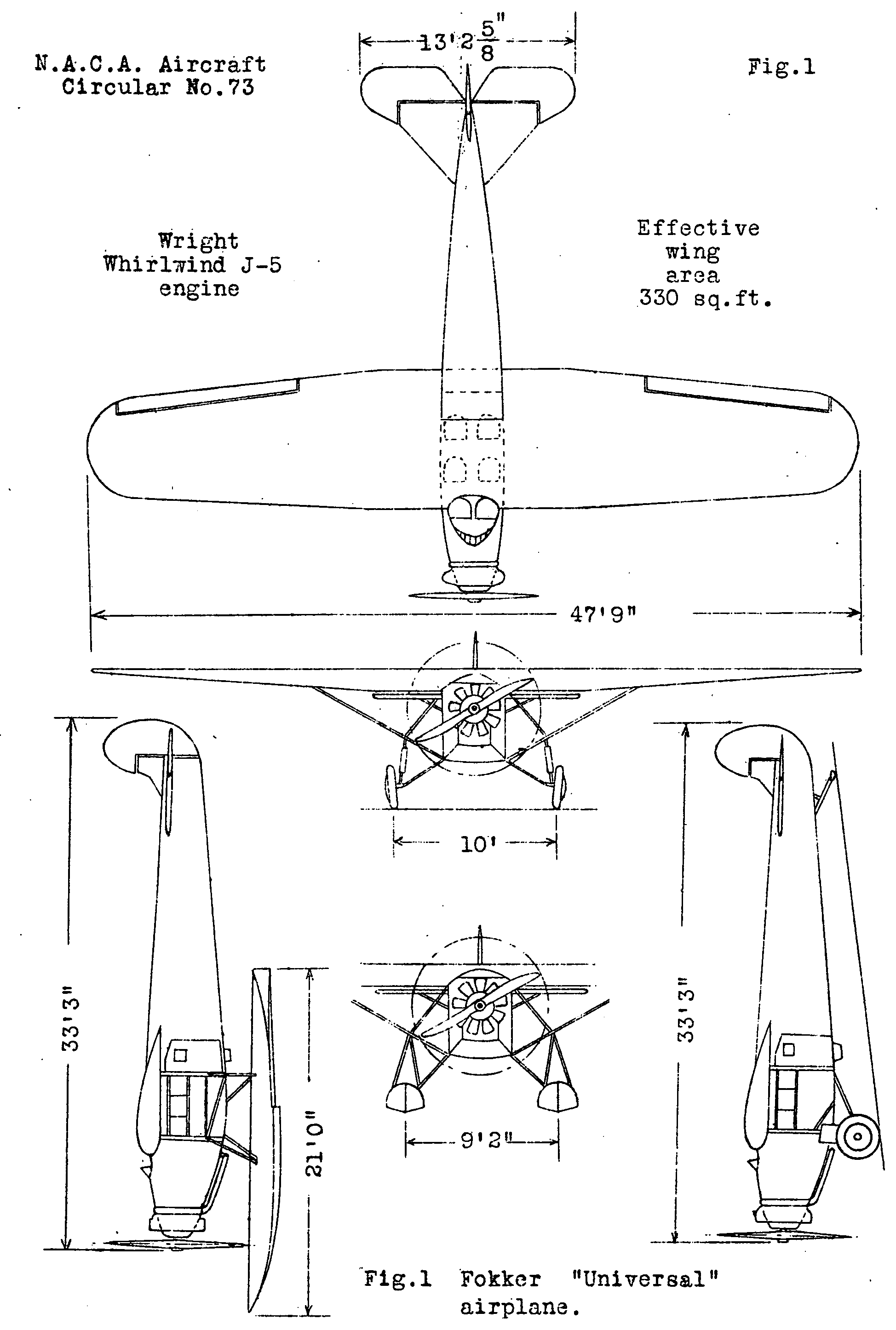
Fokker Universal tekening

- Motor: 1× Wright J-5 negencilinder stermotor, 220 pk (164 kW)
- Propeller: Tweeblads metalen Hamilton-standard met vaste spoed
- Introductie: 1926
- Aantal gebouwd: 44 (Super Universal: 200)
- Gebouwd: 1926-1931
- Opvolger: Super Universal

Prestaties:
- Maximumsnelheid: 189 km/h
- Kruissnelheid: 158 km/h
- Plafond: 3660 m
- Vliegbereik: 805 km